# Greensboro, Alabama
Greensboro là một thành phố thuộc quận Hale, tiểu bang Alabama, Hoa Kỳ. Dân số năm 2009 là 2527 người, mật độ đạt 410 người/km².